# Wasyliwka (obwód sumski)
Wasyliwka (ukr. Василівка) – wieś na Ukrainie, w obwodzie sumskim, w rejonie sumskim, w hromadzie Łebedyn. W 2001 liczyła 1550 mieszkańców, spośród których 1513 wskazało jako ojczysty język ukraiński, 28 rosyjski, 1 białoruski, a 8 ormiański.